# Kurbrandenburgische Marine

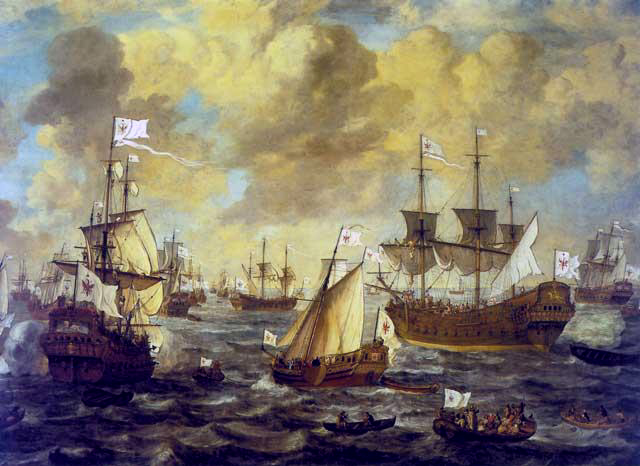
La flotta di Brandeburgo, rappresentata in un quadro del 1684, di Lieve Pietersz Verschuier.

La flotta di Brandeburgo era la flotta navale del margraviato di Brandeburgo, in Germania, dal Sedicesimo secolo al 1701, quando divenne parte della flotta prussiana.
La flotta fu costituita in origine perché i sovrani Hohenzollern di Brandeburgo cominciarono ad aumentare d'importanza e a desiderare il prestigio e la sicurezza di avere una forza navale di difesa adeguata. Durante il Diciassettesimo secolo la flotta navale fu di grande importanza in numerose battaglie nel mar Baltico, e servì anche gli interessi delle colonie di Brandeburgo in Africa e nei Caraibi. Nell'anno 1680, la flotta comprendeva già quasi trenta navi da guerra in attività.
Tali navi erano utilizzate principalmente per assicurare il controllo sulle rotte commerciali nemiche, come blocchi navali, e per provvedere alla difesa navale, ed anche per provvedere al rinforzo in varie operazioni militari, le quali comportavano combattimenti contro le navi nemiche.
Tuttavia, già a fine 1681, la Kurbrandenburgische Marine subiva una sconfitta ad opera di una squadra navale spagnola al largo di Capo San Vincenzo, nel Portogallo meridionale, nel quadro della guerra ispano-brandeburghese.
Nel 1682 Federico I Guglielmo di Brandeburgo, principe di Brandeburgo, che era intensamente coinvolto negli affari della flotta, garantì una base navale a Greetsie, poi la trasferì a Emden un anno dopo.
Federico Guglielmo perì nel 1688, e i suoi discendenti non ebbero interesse nella flotta di Brandeburgo. Federico III e suo figlio Federico Guglielmo, il "re soldato", si resero conto che non avrebbero mai potuto competere direttamente con le grandi potenze navali quindi si concentrarono invece nella costituzione del miglior esercito in Europa, mantenendo nel frattempo buone relazioni con potenze navali come Danimarca e Paesi Bassi. Le colonie d'oltremare vennero infine vendute agli olandesi nel 1721. Federico nel 1701 fu incoronato re di Prussia, contrassegnando lo spostamento da Brandeburgo alla Prussia come il più importante regno degli Hohenzollern. La flotta fu conseguentemente incorporata nella marina prussiana in quell'anno.

## Navi della flotta di Brandeburgo
Elenco delle navi della flotta:

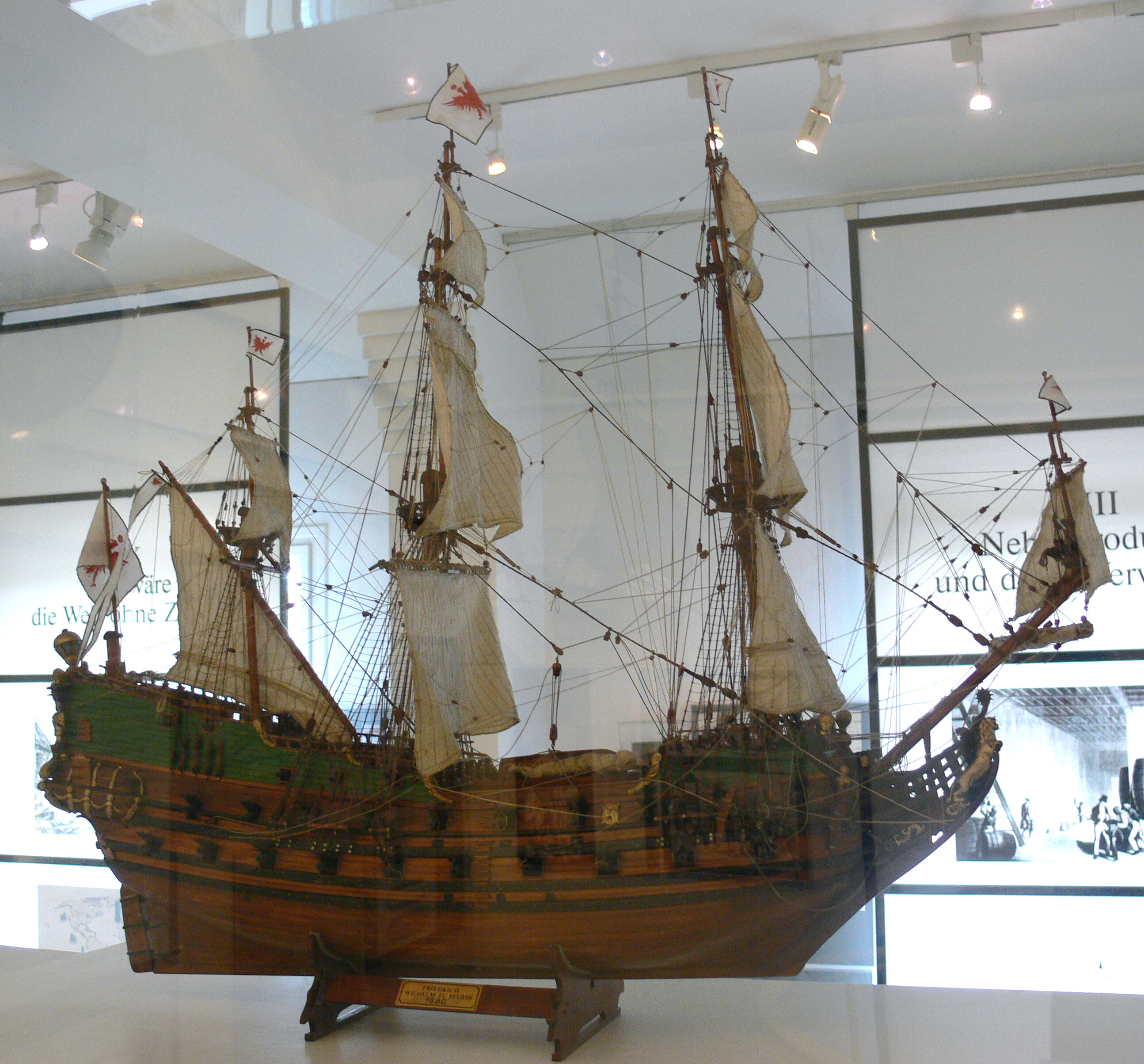
La fregata Friedrich Wilhelm zu Pferde in un modello allo Zucker-Museum

- Friedrich Wilhelm zu Pferde (fregata) in realtà un due ponti da 50 - 54 cannoni
- Berlin (fregata)
- Dorothea (fregata)
- Rother Löwe (fregata)
- Markgraf von Brandenburg ex spagnola Carolus Secundus (fregata)
- Kurprinz von Brandenburg (fregata)
- Chur Prinz (fregata)
- Morian (fregata)
- Wappen von Brandenburg (fregata)
- Bracke (pànfilo)
- Große Jacht (pànfilo), 10 cannoni
- Wasserhund (10 cannoni, non classificata)
- Fuchs (corvetta, 20 cannoni)
- Einhorn (nave da guerra)
- Printz Ludwig (nave da guerra)
- Falke (nave da guerra)
- Jean Baptista (nave da guerra)
- Marie (nave da guerra)
- Spandau (nave da guerra)
- Stern (nave da guerra)
- Prinzess Maria, 12-16 cannoni